# Markus Rindt
Markus Rindt (* 1967 in Magdeburg) ist ein deutscher Hornist. Er ist Intendant und Mitbegründer der Dresdner Sinfoniker.

## Leben
Rindt besuchte von 1979 bis 1985 die Spezialschule für Musik Carl Maria von Weber in Dresden. Daran schloss sich bis 1989 ein Studium (Horn) an der Hochschule für Musik Carl Maria von Weber Dresden bei Professor Peter Damm. Sein erstes Engagement als Solohornist hatte er beim Orchester der Landesbühnen Sachsen (1988/89). Nach seiner Flucht in den Westen studierte er Horn an der Musikhochschule Köln bei Erich Penzel.
1996 gründete er mit Sven Helbig die Dresdner Sinfoniker, die heute zu den profiliertesten europäischen Orchestern für zeitgenössische Musik zählen. Markus Rindt steht dem Orchester als Intendant vor.

## Intendant der Dresdner Sinfoniker
Internationale Aufmerksamkeit brachte den Dresdner Sinfonikern 2003 die Veröffentlichung des Liederzyklus «Mein Herz brennt» nach Texten und Musik der Band Rammstein. Der Komponist Torsten Rasch gab den Rocksongs zusammen mit dem Orchester einen neuen Klang. Für diese bei der Deutschen Grammophon erschienene CD erhielten die Dresdner Sinfoniker 2004 den ECHO Klassik.
2004 nahmen die Dresdner Sinfoniker mit den Pet Shop Boys einen neuen Soundtrack zu Sergei Eisensteins Stummfilm Panzerkreuzer Potemkin für die EMI auf. Das zugehörige Album erschien 2005 unter dem Titel Battleship Potemkin. 2006 produzierten sie die Hochhaussinfonie, bei der das Orchester zusammen mit den Pet Shop Boys auf den Balkonen eines Wohnblocks in der Prager Straße in Dresden spielte und von Jonathan Stockhammer aus einem Kran in 35 Metern Höhe dirigiert wurde.
2008 eröffnete Michael Helmrath mit dem „Ersten Ferndirigat der Welt“ das Jubiläumskonzert zum 10-jährigen Bestehen der Dresdner Sinfoniker. Inmitten von Londoner Straßenmusikern dirigierte er die Ouvertüre zu Star Wars, während die Musiker seinem Dirigat per Leinwand aus dem Kulturpalast in Dresden folgten.
Seit 2010 kooperiert der deutsch-türkisch-armenische Komponist und Gitarrist Marc Sinan erfolgreich mit den Dresdner Sinfonikern und Markus Rindt. Das HELLERAU – Europäisches Zentrum der Künste Dresden legte den Grundstein für diese Verbindung mit der Auftragsproduktion »Hasretim – eine anatolische Reise« und begleitet sie seitdem kontinuierlich. Gemeinsam entwickelten Sinan und Rindt eine, laut dem Intendanten des Festspielhauses Dieter Jaenicke, »einzigartige« Arbeitsweise: Sie reisten etwa nach Rajasthan, Usbekistan, Aserbaidschan oder Kasachstan, um dort außergewöhnliche traditionelle Musiker aufzuspüren. Deren Kunst haben sie in Bild und Ton dokumentiert. Diese Videoclips wie auch einzelne dieser Künstler sind später Teil der Inszenierung. Ihre Produktionen wurden mehrfach ausgezeichnet; so erhielten die Dresdner Sinfoniker und Marc Sinan 2011 dafür den UNESCO-Sonderpreis „Welthorizont“.
Das Ende des Maya-Kalenders am 21. Dezember 2012 war Anlass für ein Konzert in der Sächsischen Landesbibliothek Dresden, in der der Codex Dresdensis, eine der drei erhaltenen Mayahandschriften ausliegt. Dabei spielten die Dresdner Sinfoniker unter Leitung des mexikanischen Dirigenten José Areán Werke von Silvestre Revueltas und Enrico Chapela. Das Konzert wurde von Arte Live Web weltweit übertragen.
2013 waren die Dresdner Sinfoniker erstmals Gast bei MaerzMusik, dem Festival für aktuelle Musik der Berliner Festspiele.
Im April 2016 errang das Orchester durch das Musikprojekt „Aghet“ internationale Aufmerksamkeit. Der türkische Staat forderte von der EU-Kommission, die Förderung dieses Projektes einzustellen. Hintergrund ist, das „Aghet“ den türkischen Völkermord an den Armeniern 1915 thematisiert. Das Werk wurde dennoch am 30. April im Festspielhaus Hellerau aufgeführt.
Das Orchester arbeitete u. a. mit dem Kronos Quartet, René Pape, Bryn Terfel, Katharina Thalbach, Peter Damm, Andreas Boyde und Peter Bruns zusammen. Konzertreisen führten die Dresdner Sinfoniker u. a. nach London, Athen, Madrid und Paris. Das Ensemble erhielt 2000 den Kunstförderpreis der Stadt Dresden.

## Auszeichnungen und Juror
- 2000: Kunstförderpreis der Landeshauptstadt Dresden[1]
- 2008: Kulturmanager des Jahres[2]
- 2010 wurde er von den Lesern der Dresdner Neuesten Nachrichten zum „Dresdner des Jahrzehnts“ gewählt[3]
- 2011: Sonderpreis „Welthorizont“ der Deutschen UNESCO-Kommission für „Hasretim – Eine anatolische Reise“
- 2014: Bestenliste der deutschen Schallplattenkritik für „Hasretim – Eine anatolische Reise“
- 2015: Nominierung für den Preis des Bundespräsidenten „Kinder zum Olymp“ für das Vermittlungsprojekt zum Musiktheaterprojekt „Dede Korkut – Die Kunde von Tepegöz“
- 2018: Erich-Kästner-Preis (Dresden)
- regelmäßig Juror bei Kompositionswettbewerben, wie dem der Gläsernen Manufaktur und bei der Brandenburger Biennale sowie Jurymitglied in anderen Gremien

## Projekte (Auswahl)
- „aghet – ağıt“. aghet.eu (2015–2016) Berlin, Dresden, Jerewan, Belgrad, Istanbul.
- Marc Sinan „Dede Korkut – The Story of Tepegöz“. dedekorkut.eu/blo (2014–2015) Usbekistan, Aserbaidschan, Kasachstan, Dresden, Berlin.
- „Cinema Jenin – A Symphony“ / „Symphony for Palestine“. 3sat.de (2011–2013) Dresden, Jerusalem, Ramallah, Jenin.
- „Codex Dresdensis codex-dresdensis.de – Konzert zum Ende der Zeit“ (2012–2014) Dresden, Mexiko, Guatemala.
- „Hochhaussinfonie“. petshopboys-online.com; mit den Pet Shop Boys (Prager Zeile in Dresden, 2006)